# Donncoirce
Donncoirce o Donn Corci (... – 792) è stato forse re di Dál Riata fino alla sua morte nel 792.

## Biografia
Di lui come sovrano parlano gli Annali dell'Ulster, ma non nei Sincronisi di Flann Mainistrech e neppure nei Duan Albanach. È comunque l'ultimo sovrano di  Dál Riata al quale gli annali irlandesi danno questo titolo. Secondo Dauvit Broun, il suo regno iniziò con la morte di Fergus mac Echdach nel 781 o nel 782. 